# پرسی بیش شلی
پرسی بیش شلی(به انگلیسی: Percy Bysshe Shelley) (زادهٔ ۱۷۹۲ مرگ ۱۸۲۲) شاعر غزلسرای انگلیسی بود.
او در خانواده‌ای نجیب‌زاده و نامدار زاده شد. آموزشش را پدرش و سپس کشیشی به نام ادواردز به عهده گرفتند. همچنین از سوی مادر با شعر انگلیسی آشنا شد. جو سیاسی خانواده‌اش در آینده و بر چامه‌هایش اثر نهاد. در ده سالگی او را به دبستان فرستادند. در ۱۸۰۴ روانهٔ مدرسهٔ ایتون که چند عمویش در آنجا آموزگار بودند شد. در طول شش سال آموزش در این مدرسه دانش آموزی کامیاب بود ولی با همکلاسیهایش مشکل داشت و آنها بدو لقب شلی دیوانه را داده بودند. پس از چندی به نشر اثرهای نظم و نثر خود پرداخت و در این راه پدربزرگش وی را یاری داد. او چند داستان نوشت. در زمینهٔ شعر دلبستهٔ والتر اسکات و تامس گری بود. در هجده سالگی به دانشگاه آکسفورد رفت و در آنجا با تامس جفرسون هوک آشنا شد که او به شلی در کارهایش یاری بسیار نمود. بیشتر شعرهای او میان سالهای ۱۸۱۲ تا ۱۸۱۳ سروده شد و در آن زمان به چاپ نرسید ولی همسر اولش هریت آنها را گردآوری نمود.او از جمله رومانتیک‌های گیاهخوار بود و در سال ۱۸۱۳ نوشتاری با عنوان «دفاعیه‌ای از تغذیه‌ی طبیعی» در حمایت از گیاهخواری و حقوق حیوانات نوشت. نخستین اثر منظوم او ملکه ماب نام داشت که در آن زمان شاعری چون لرد بایرون آن را تأیید نمودند. او چند سفر هم به ایتالیا و ایرلند رفت.
او بعد ها با مری شلی، ازدواج کرد.
سرانجام هنگامی که با چند تن از دوستانش به خلیج اسپزیا رفته بود در آب غرق شد و پیکرش را چند روز پس آن در کرانهٔ دریا یافتند. تن او را سوزاندند و خاکسترش را به کلیسای پرتستان رم سپردند.

## اثرها
- ملکه ماب (۱۸۱۳)
- روح تنهایی (۱۸۱۶)
- شورش اسلام (۱۸۱۸)
- ساحرهٔ اطلس
- اوزیماندیاس (۱۸۱۸) - یک شعر کوتاه از او
- خاندان چن چی (۱۸۱۹)
- پرومتئوس رهاشده (۱۸۲۰)
- ادونائیس (۱۸۲۱)
- سرود برای جمال معنوی
- من بلان
- رزالیند و هلن
- جولیان و مادالاو
- ضرورت بی‌خدایی
- در دفاع از رژیم غذایی طبیعی (۱۸۱۳)
- درباره‌ی سیستم غذایی گیاهی (۱۸۱۴-۱۸۱۵؛ منتشر شده در ۱۹۲۹)
- در مورد مجازات مرگ (۱۸۱۵)
- دیدگاهی فلسفی درباره اصلاحات (۱۸۱۹-۱۸۲۰؛ اولین بار منتشر شده در ۱۹۲۰)
- ضرورت بی‌خدایی (با تی. جی. هاگ) (۱۸۱۱)